# 鎌と槌

一般的な「鎌と槌」の図像

1955年以降のソビエト連邦の国旗に表された「鎌と槌」、鎌の形が若干違い、握りがより明確に描かれている

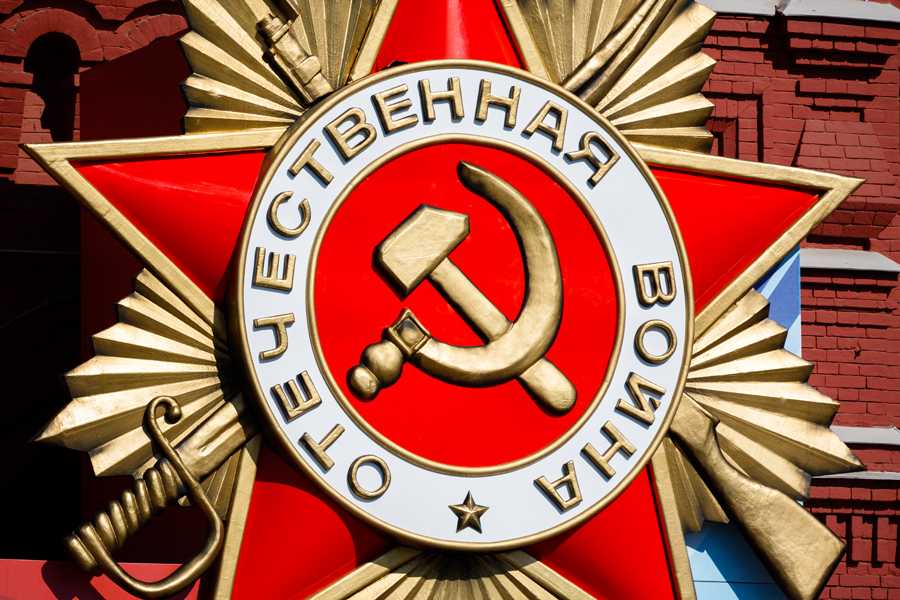
ロシア国立歴史博物館にあるロゴ

鎌と槌（かまとつち、鎌と鎚とも、ロシア語: Серп и молот）または鎌とハンマー（かまとハンマー）もしくはツチカマとは、鎌と槌を組み合わせた標章。農民と労働者の団結を表し、マルクス・レーニン主義の共産主義や共産党のシンボルとして使われている。

## 標章

金色の立体型のロゴ

この標章では鎌と槌（ハンマー）が重ねられているが、鎌は農民の、槌はプロレタリアート（特に工業労働者）の象徴であり、これらを重ねた構図は農業労働者と工業労働者の団結を表したものである。常に槌の柄が鎌の刃と交差するのが正しい意匠。
この標章はソビエト連邦の国旗において、赤旗の上に赤い星と組み合わせて使われていたため良く知られている。また、他の共産主義国家や他の国の共産党の旗や国章、党章としても使われている。
この標章は共産主義運動の中で広く使われてきたが、正確にはマルクス主義ではなく、レーニン主義を表した図案であり、特にコミンテルンを系譜とする各国の共産党やその国旗、国章などで使用されている。カール・マルクスは、革命はプロレタリアート（近代賃金労働者階級、主に工業労働者）の手によって起こされると考えたが、ウラジーミル・レーニンは当時のロシアの現状に合わせてマルクス主義の形を変え、革命の原動力に農民を含めた（労農同盟）。後の中華人民共和国における共産主義である毛沢東思想では、農民は労働者よりもむしろ中心的な位置を占めるようになった。
Unicodeでは、「鎌と槌」のシンボル「☭」は、U+262Dで表される。

## ソビエト連邦
ソビエト連邦は、「鎌と槌」の元祖であり、「鎌と槌」を国旗と国章としている国家で最も知られる国家である。
「鎌と槌」の前には、もともとは鎌と鋤（すき）を組み合わせたシンボルが使われ、「鎌と槌」と同様に労働者と農民の団結を意味していた。鎌と槌は1917年から1918年の間から使われるようになったが、1922年までは鎌と鋤が公式のシンボルであり、赤軍などの軍服や帽子、勲章に用いられていた。
1917年までに鎌と槌（ロシア語: серп и молот）はロシア・ソビエト連邦社会主義共和国 (RSFSR) の象徴の一つとなった。当初はRSFSRの国章にあしらわれ、労働者と農民の団結が国家の基礎であると宣言された。鎌と槌は1918年に創設された赤軍の象徴の一つにもなった。
鎌と槌は、1923年にソビエト連邦の国旗案にも適用され、1924年に制定されたソビエト連邦憲法によって最終的に国旗のデザインの一部とされた。同年、ソビエト連邦構成共和国のおのおのの旗にも鎌と槌は適用された。これ以前は各共和国の旗は、1918年の最初のソビエト憲法で規定されたとおり赤旗の上に共和国の名を金色で書いただけのものが多かった。
ソビエト連邦の国章、および連邦を構成する各共和国の国章も、鎌と槌をあしらっていた。赤軍の制帽のバッジの「赤い星」にも鎌と槌のデザインが入っており、同様の「赤い星の中に鎌と槌」の標章は至る所に使われていた。また、鎌と槌に翼をあしらった標章は国営航空のアエロフロートに使われていた。大統領制時代（ロシア連邦）になっても、アエロフロートはこの標章を使い続けている。その他、鎌と槌（серп и молот）は、ソビエト連邦各地の工場（例えばロシア最古の「モスクワ冶金工場」社、別名「鎌と槌工場」）や鉄道の駅の名前にも使われている。
5月9日の対独勝戦記念日の軍事パレードでは、鎌と槌の紋章が登場し、第二次世界大戦当時の軍装をしたロシア兵が行進した（ロシア連邦でも同様）。11月7日のロシア革命記念日の軍事パレードでは、「鎌と槌の赤旗」の国旗が林立し、「地球の上に鎌と槌」を描いた国章も登場した。
コミンテルンやコミンフォルムに参加した世界の共産党も鎌と槌をシンボルに使うようになった。ソビエト連邦共産党以外にも、中国共産党など世界各地の共産党も鎌と槌を標章にしているため、冷戦下の中ソ対立で中国共産党に与した党も、鎌と槌を使っている。また、ソ連共産党にも中国共産党にも反対する共産主義政党ですら、鎌と槌を使っていた。それゆえ、鎌と槌は、傾向の差こそあれ多くの共産主義の標章となっている。

ソビエト連邦の国旗（1923年 - 1955年）
ソビエト連邦の国旗（1955年 - 1980年）
ソビエト連邦の国旗（1980年 - 1991年）
ソビエト海軍の軍艦旗
ソビエト海軍の艦首旗
ソビエト連邦の国章（1923年 - 1936年）
ソビエト連邦の国章（1946年 - 1956年）
ソビエト連邦の国章（1958年 - 1991年）
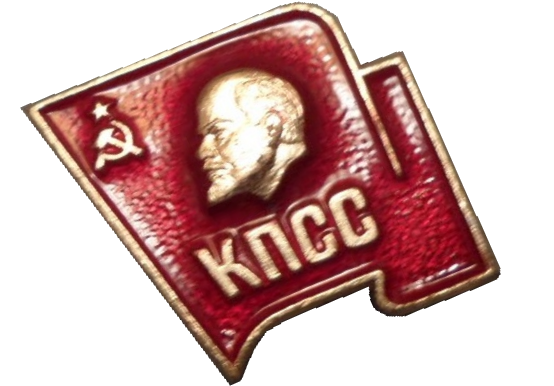
ソビエト連邦共産党の党員バッジ
ロシア連邦共産党の党章

## ソビエト連邦以外
ソビエト連邦以外の共産党国家では、共産党の旗を「鎌と槌」として、国旗を「鎌と槌」以外の模様とする国家もある。
中華人民共和国は、中国共産党の党旗が「鎌と槌」で、国旗は「五星紅旗」である。ベトナム社会主義共和国は、ベトナム共産党の党旗が「鎌と槌」で、国旗は「金星紅旗」である。ルーマニア社会主義共和国は、ルーマニア共産党の党旗が「鎌と槌」で、国旗は三色旗に赤い星と黄色い太陽と緑の森林を組み入れた図案である。

中国共産党の党旗
中国共産党党章
ベトナム共産党の党旗
ラオス人民革命党の党旗
?アルバニア民主政府の国旗（1944年 - 1946年）
カンボジア共産党の党旗
チェコスロバキア共産党の党旗
チェコスロバキア共産党の党章
インド共産党の党旗 (1)
インド共産党の党旗 (2)
ドイツ共産党の党旗
ネパール共産党統一毛沢東主義派の党旗
ブータン共産党マルクス・レーニン・毛沢東主義派の党旗
ポルトガル共産党の党旗
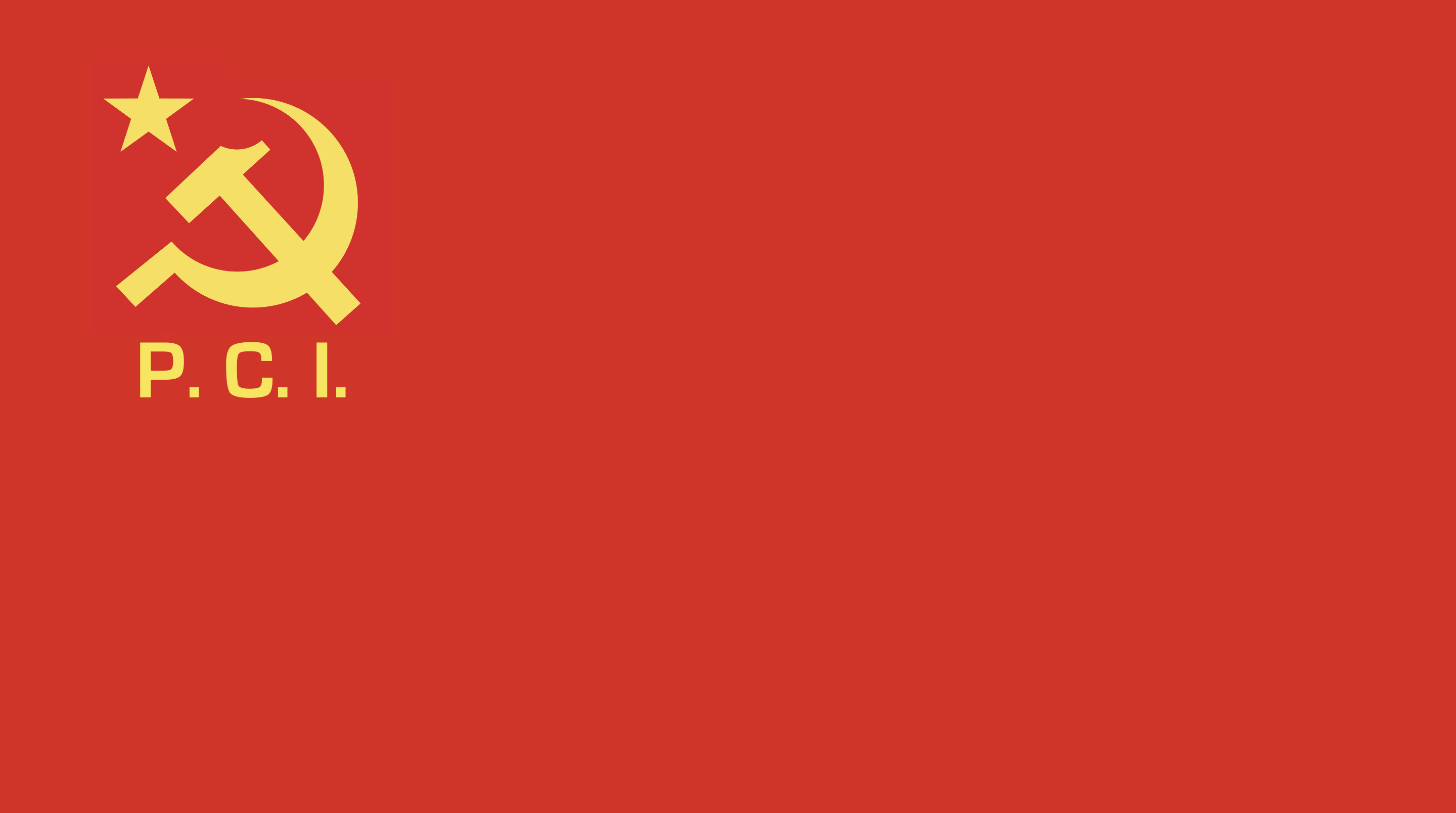
イタリア共産党の党旗
ペルーのセンデロ・ルミノソの党旗
ユーゴスラビア共産主義者同盟の党旗
中国工農紅軍の旗
トルコの革命人民解放党の旗
レバノン共産党の党旗
ドイツ共産党の党章
ルーマニア共産党の党旗（「鎌と槌」の周囲に麦の穂）
チリ共産党のロゴ（「鎌と槌」の周囲に麦の穂）

## 類似の標章
「鎌と槌」以外の類似のシンボルには以下があり、複数の道具を交差させたシンボルはそれぞれの団結と共産主義を表すものが多いが、共産主義には無関係なものもある。いくつかのものは労働者と農民に加えて知識人または兵士の象徴を追加している。
以下の画像以外では、アメリカ共産党の赤い歯車・鎌・槌の組み合わせ、1983年までのイギリス労働党のロゴの鋤 (spade) 、鍬、たいまつの組み合わせ、イギリス共産党の「鎚と鳩」などがある。また農民の象徴に農具ではなく農作物を使用する例には、歯車に稲穂を通した日本共産党の党章などがある。
第四インターナショナル（第四インター）は「反スターリニズム」を掲げているため、旧ソ連の物に対して鎌と槌の位置が裏返しになっている。日本では日本革命的共産主義者同盟 (JRCL)（旧第四インターナショナル日本支部）とその青年組織・日本共産青年同盟（共青同）が党旗に使用しているほか、三里塚現闘団機関紙「槌と鎌」を発行していたことがあり、「鎌と槌」ではなく「槌と鎌」と読み方も逆であった。
類似の図案だが共産主義以外を表すものには、以下のものがある。キリスト教共産主義では、鎌と槌のかわりに、鎌と十字架を組み合わせたものが提案されている。1990年、ネルソン・マンデラが監獄から釈放された後、ケープタウンでの南アフリカ国民への演説において、彼の立つバルコニーからは鎌と槌の旗が掲げられていた。オーストリアの国章は王冠をかぶった鷲が（交差していない）鎌と槌を両方の鉤爪に握っているデザインで、これは制定当時の第一次世界大戦直後のオーストリアの三つの主要な階級（農民、労働者、ブルジョワ）が共和国内で共存することを表したものである。なお日本国の五円玉は、稲穂（農業）、歯車（工業）、海（水産）、木の芽（林業）がデザインされているが、これは各産業の発達を表したものである。

ハンガリー人民共和国の国章（1949~56年）。鎌の代わりに麦穂がハンマーと交差している
ドイツ民主共和国の国章（麦の穂と槌とコンパスの組み合わせは、農民・労働者・知識人の団結を表す）
ベトナムの国章。稲穂と歯車の組み合わせは、農民と労働者の団結を表す。
アフガニスタン人民民主党の党旗（麦の穂と歯車の組み合わせは、農民と労働者の団結を表す）
日本共産党の党旗（稲穂を通した歯車は、農民と労働者の団結を表す[1]）
モザンビーク解放戦線の党旗（1997年 - 2004年）（鍬と槌の交差は、農民と労働者の団結を表す）
コンゴ人民共和国の国旗（鍬と槌の交差は、農民と労働者の団結を表す）
朝鮮労働党の党旗（鎌、筆、槌の三つの交差は、農民・知識人・労働者の団結を表す）
第四インターナショナルのシンボル・マーク (1)。「鎌と槌」の位置が逆になり「4」の文字が入る
第四インターナショナルのシンボル・マーク (2)

## その他の類似意匠

1919年から1934年までのオーストリア第一共和国の国章（千切れた鎖が無い）
オーストリアの国章（城壁冠・鎌・槌は、ブルジョワジー・農民・労働者を表しており、共産主義とは無関係）
アンゴラの国旗（1975年）（歯車と鉈の交差は労働者と農業の団結と社会主義を表す）
極東共和国の国章（1920年 - 1922年）（錨とつるはしの交差は漁民と鉱山労働者の団結を表す）
モザンビークの国旗（鍬・小銃・本の交差は、農民・兵士・知識人の団結と社会主義を表す）
アエロフロート・ロシア航空のロゴ（ソビエト連邦の崩壊後も「鎌と槌」に翼を重ねたものを使用している）
ベリーズの国旗（斧・櫂・鋸の交差は木材・造船の重要性を表す、共産主義とは無関係）
ベリーズの国章
ブリャンスク州の旗
ブリャンスク州の紋章
オリョールの旗
ヴラジーミル州の旗
沿ドニエストルの国旗（政府用旗）
沿ドニエストルの国章
国家ボリシェヴィキ党の党旗
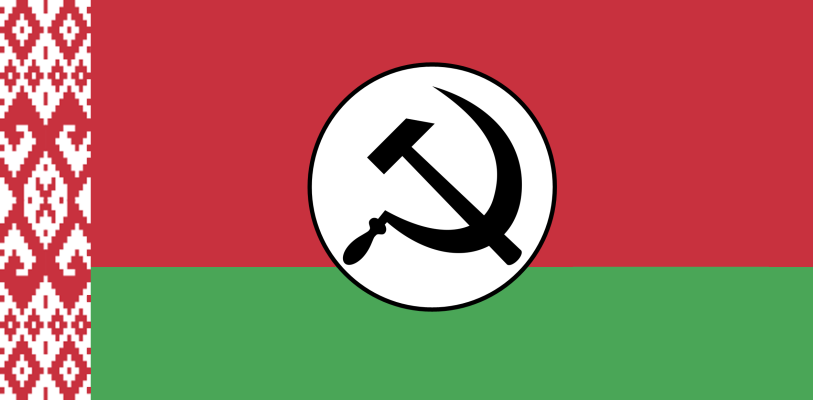
ベラルーシ国家のボリシェヴィキ党の党旗

## 禁止運動
第二次世界大戦勃発から冷戦終結まで（1939年 - 1989年）の50年間、ソビエト連邦と共産党一党独裁によって抑圧されてきたバルト三国や中央ヨーロッパでは、「鎌と槌」や「赤い星」などソビエト連邦や共産主義の標章に対する厭悪感も強い。
このため、EUにおいてドイツやフランスなどと同じく「鉤十字」などナチスドイツの標章を禁止しようという提案がなされた時、東欧の幾つかの国は同様にソビエト連邦と共産主義の標章を公の場で使用することも禁止しようと提案したことがある（→ヴィータウタス・ランズベルギス）。しかし、西欧各国の共産党やロシア連邦の反発が強かった外、「鉤十字」の禁止と「鎌と槌」の禁止の提案自体が盛り上がらず、結局、「鉤十字」の禁止提案も「鎌と槌」の禁止提案も実現しなかった。
ソビエト連邦の崩壊を契機に「鎌と槌」を禁止した国として、1993年以後はハンガリー第三共和国（1993年改正刑法） で、2007年以後はバルト三国の一つエストニア共和国で、2008年以後はバルト三国のリトアニア共和国とラトビア共和国で、2009年以後はポーランド第三共和国 で、2015年以降はウクライナ でそれぞれ、「鎌と槌」の使用と掲揚が法律により禁止されている。なお、ポーランド第三共和国で「鎌と槌」を禁止する法律は、「法と正義」のヤロスワフ・カチンスキ党首が提案した。

## 符号位置
鎌と槌の特殊文字はunicodeに存在する。
| 記号 | Unicode | JIS X 0213 | 文字参照         | 名称              |
| ---- | ------- | ---------- | ---------------- | ----------------- |
| ☭    | U+262D  | -          | &#x262D; &#9773; | hammer and sickle |